# Общинная журналистика
Общинная журналистика, коммунитарная журналистика или коммьюнити-журналистика (англ. community journalism) — тип журналистики, целью которого является локально ориентированное профессиональное освещение новостей. Издания, относящиеся к этому типу журналистики, публикуют материалы, отвечающие информационным запросам определенной аудитории — жителей небольшого города, района в крупном мегаполисе, округа и т.д. В изданиях этого типа предпочтение отдается местным новостям, а мировые события, как правило, освещаются с точки зрения их влияния непосредственно на  членов сообщества. Общинная журналистика представлена в основном печатными СМИ. 

## Понятие
В основе понятия "общинная журналистика" лежит английское слово community (сообщество), которое указывает на ключевую характеристику самого понятия. Так, общинная журналистика фокусируется на освещении информации, имеющей новостную ценность для представителей определенного сообщества. При этом издания отличаются не только по территориальному охвату, но обладают определенными сущностными характеристиками —  поднимаемые в таких СМИ вопросы и проблемы должны быть близки большинству представителей данного сообщества.

#### В русскоязычных источниках
Русскоязычные источники зачастую не дают четкого определения понятию "общинная журналистика". Путаница возникает в результате того, что общинная журналистика оформилась в отдельное направление одновременно с несколькими другими, близкими разновидностями журналистики.
В своей статье "Культура, журналистика, толерантность"  доктор филологических наук, исследователь, член Редакционного Совета Российской Коммуникативной ассоциации Дзялошинский И.М. выделял три типа современной журналистики: 1) журналистика управления; 2) журналистика успеха (или информации) и 3) журналистика соучастия. Согласно исследователю, третий тип ставит перед собой задачу добиться взаимопонимания журналистов и аудитории и представляет собой новое понимание информационной журналистики как таковой. Во второй половине XX в. — начале XXI в. именно этот тип журналистики пополнился многими формами: civic journalism, citizen journalism и др. В англоязычной специальной литературе существуют термины для каждой из этих форм, включая community journalism, которая также принадлежит к третьему типу журналистики по классификации, предложенной И.М. Дзялошинским. Однако в русскоязычных источниках эти понятия зачастую не разделяются.

#### В англоязычных источниках
В англоязычной литературе чаще встречаются определения "общинной журналистики", демонстрирующие отличие этого типа журналистики от других, близких ему. Однако путаница возникает и среди англоязычных авторов. Например, профессор Дэвид Курпиус, декан Школы журналистики Университета Миссури (США) в своей работе "Community journalism: getting started"  отождествляет понятия "community journalism" и "civic journalism" .

## Ключевые характеристики
Несмотря на затруднения исследователей в том, что касается самого термина "общинная журналистика", ключевые параметры и функции этого типа журналистики не вызывают путаницы:
1. Издания этого типа отражают либо географическую действительность - публикуют материалы, представляющие интерес для местных жителей (происшествия, календарь предстоящих мероприятий, полезные сведения о местных организациях и др.), либо отвечают более специфическим запросам аудитории, которую объединяют общие интересы, верования, происхождение, культура и т.д.;
2. Общинная журналистика не стремится к получению прибыли и к увеличению тиража;
3. Большинство исследователей сходятся на том, что представители сообщества сами зачастую принимают участие в создании и управлении комьюнити-изданиями;
4. Общинная журналистика способствует формированию гражданского общества. Сосредоточенные на достаточно узкой целевой аудитории, комьюнити-издания делают ее представителей сознательными, готовыми принимать участие в собственной жизни, а не выполнять роль стороннего наблюдателя;
5. Одной из основных функций комьюнити-журналистики является сплочение сообщества путем создания площадок для коммуникации его представителей.[5]

Принцип действия общинной журналистики описан в работе Роберта Мура и Тамары Джиллис "Transforming Communities: Community Journalism in Africa"  в виде трехступенчатого процесса:
1. Журналист узнает, что интересует читательскую аудиторию. Он связывается с представителями сообщества (причем не только с лидерами общественного мнения), чтобы выяснить, что, по их мнению, происходит в сообществе, о чем они хотели бы узнать подробнее и как, по их мнению, они сами могут участвовать в развитии сообщества;
2. Журналист пишет материалы на основе информации, полученной от представителей сообщества. При этом журналист снова обращается к аудитории, чтобы узнать, как, по мнению читателей, должна быть преподнесена та или иная тема, на чем они хотели бы заострить внимание; на данном этапе к дискуссии можно подключать представителей власти;
3. Завершение работы над материалом. Опубликованная информация может послужить толчком к решению проблемы, которой посвящена публикация. В противном случае журналист прорабатывает вопросы, возникшие в ходе исследования проблемы. Так или иначе, представители сообщества получают доказательство того, что они, их мнения и их проблемы находятся в центре внимания, и что решение этих проблем зависит, прежде всего, от их действий.

## Влияние на общество
Мировая практика показывает, что общинная журналистика может оказывать прямое влияние на общество и уровень жизни его представителей. Яркие примеры такого влияния:

#### Филиппины
Общинная журналистика является одной из самых распространенных форм журналистики на Филиппинах. Этому способствовала географическая разрозненность его территории - Филиппины насчитывают около 7641 островов. Популярность данных изданий объясняется их способностью удовлетворить информационные запросы населения провинций (тогда как общенациональная пресса не может уделять равное внимание всем событиям всех провинций и островов).
Однако филиппинская общинная журналистика играет роль не только информатора, но и проводника перемен. Эта точка зрения выражена в докладе "Philippine Community Journalism: Roles, Status and Prospects" . Давая комьюнити-журналистике Филиппин такую характеристику, авторы доклада ссылаются на труд Томаса Ханитцша "Deconstructing journalism culture: Towards a universal theory" , в котором Ханитцш относит журналистов к разным категория в зависимости от их роли в обществе. Одной из таких ролей и является роль проводника перемен: издания общинной журналистики публикуют материалы на темы, напрямую касающиеся населения, затем собирают его главных представителей для обсуждения этих тем, становясь площадкой для дискуссий. Итоги этих дискуссий могут служить материалом для последующих публикаций и, при должной подаче, становятся показателями общественного мнения по затронутым вопросам. Так, опираясь на полученный общественный отклик, власти могут оценить возможные последствия принятия тех или иных решений, а комьюнити-издания выступают в роли заступников демократии.

#### Нигерия
Общинная журналистика сыграла важнейшую роль для сельского населения Нигерии. Нигерийские политические деятели Обафеми Аволово и Ннамди Азикиве основали первые общинные издания в стране, благодаря которым удалось обратить внимание правительства Нигерии на крайнюю бедность и отсталость сельских районов страны. Через публикации в газетах, печатавшихся на местных наречиях, жителей сельских районов удалось привлечь к участию в программах по развитию их населенных пунктов.
Кроме того, распространение общинной журналистики дало толчок появлению в Нигерии радиостанций и телевидения в 1960—1970-х гг.

## Критика и альтернативные точки зрения
- В работе Ричарда Джонсона "Community Journalists and Personal Relationships with Sources and Community Organizations" приводится точка зрения, согласно которой журналисты общинных изданий активно вовлечены в жизнь сообщества, в котором они живут и для которого пишут, и это отрицательно сказывается на их объективности. Активно участвуя в проектах и попытках улучшить жизнь сообщества, эти журналисты уже не могут оставаться беспристрастными наблюдателями. [10]

- Кандидат политических наук по специальности "Журналистика" Иванян Р.Г. описывает комьюнити-журналистику не как отдельный тип журналистики, а как концепцию:

Концепция "комьюнити-журналистики" была представлена общественности и профессиональным медийным кругам в 1950-х годах. Ее основной постулат заключается в том, что журналистика должна на практике улучшать жизнь общества, непосредственно участвуя в действии, а не только освещая его.— Иванян Р.Г. "Комьюнити-журналистика: от американской концепт-идеи к ее реализации в российском контексте" 
Тем не менее, автор разграничивает это понятие и другие, близкие ему:

Однако несмотря на это в качестве концептуальной идеи в российском дискурсе "комьюнити-журналистика" появилась в 90-х и была переведена на русский язык несколькими вариантами. Сейчас это понятие часто смешивается или подменяется понятием "гражданской журналистики", что является существенной ошибкой.— Иванян Р.Г. "Комьюнити-журналистика: от американской концепт-идеи к ее реализации в российском контексте"